# Кінгстон (містечко, Нью-Йорк)
Кінгстон (англ. Kingston) — місто (англ. town) в США, в окрузі Ольстер штату Нью-Йорк. Населення — 933 особи (2020).

## Демографія
Згідно з переписом 2010 року, у місті мешкало 889 осіб у 380 домогосподарствах у складі 252 родин. Було 432 помешкання
Расовий склад населення:
| - 93,0 % — білих - 3,9 % — чорних або афроамериканців - 1,2 % — азіатів - 0,3 % — корінних американців |

До двох чи більше рас належало 0,9 %. Частка іспаномовних становила 3,1 % від усіх жителів.
За віковим діапазоном населення розподілялося таким чином: 17,5 % — особи молодші 18 років, 67,2 % — особи у віці 18—64 років, 15,3 % — особи у віці 65 років та старші. Медіана віку мешканця становила 46,4 року. На 100 осіб жіночої статі у місті припадало 101,6 чоловіків;  на 100 жінок у віці від 18 років та старших — 101,9 чоловіків також старших 18 років.
Середній дохід на одне домашнє господарство  становив 95 627 доларів США (медіана — 74 792), а середній дохід на одну сім'ю — 87 845 доларів (медіана — 77 500). Медіана доходів становила 53 917 доларів для чоловіків та 40 417 доларів для жінок. За межею бідності перебувало 9,0 % осіб, у тому числі 22,7 % дітей у віці до 18 років та 5,7 % осіб у віці 65 років та старших.
Цивільне працевлаштоване населення становило 619 осіб. Основні галузі зайнятості: освіта, охорона здоров'я та соціальна допомога — 25,2 %, роздрібна торгівля — 14,1 %, будівництво — 10,7 %, науковці, спеціалісти, менеджери — 10,2 %.